# Amédée Mouchez
Amédée Ernest Barthélemy Mouchez, född 24 augusti 1821 i Madrid, död 25 juni 1892 i Wissous, departementet Essonne, var en fransk astronom och geograf.
Mouchez var sjöofficer och avancerade till konteramiral, men blev 1878 direktor för observatoriet i Paris. Han utgav en mängd arbeten inom astronomi, hydrografi, geografi och närbesläktade ämnen. På hans initiativ startades de astrofotografiska kongresserna och de storartade internationella astrofotografiska kartläggnings- och stjärnkatalogiseringsarbetena. Han utgav från 1879 till sin död "Annales de l'observatoire de Paris" samt uppsatte 1884 tillsammans med Félix Tisserand tidskriften "Bulletin astronomique". Mouchez tilldelades Lalandepriset 1874.